# بدترین کابوس مورد علاقه
بدترین کابوس مورد علاقه (به انگلیسی: Favourite Worst Nightmare) دومین آلبوم آرکتیک مانکیز است که در ۲۳ آوریل ۲۰۰۷ با دومینو رکوردز منتشر شد. این آلبوم در شرق لندن در استودیو میلوکو با تهیه‌کنندگان جیمز فورد و مایک کراسی ضبط شد، و با تک‌آهنگ برایان‌استورم در ۲ آوریل ۲۰۰۷ تبلیغ شد.
در اولین هفتهٔ انتشار، آلبوم ۲۲۷٬۰۰۰ در انگلستان فروخت، که در چارت موسیقی بریتانیا در رتبه اول آلبوم‌ها قرار گرفت. برایان‌استورم و فلورسنت آدولسنت هم هردو در چارت موسیقی بریتانیا موفق بودند و در رتبه دوم قرار گرفتند. در ایالات متحده آمریکا، این آلبوم در رتبه هفتم بیلبورد ۲۰۰ قرار گرفت، و در هفتهٔ اول ۴۴٬۴۰۰ کپی فروخت. این آلبوم در پلاتینیوم ۴x بریتانیا هم صادر شده، در جوایز مرکوری ۲۰۰۷ هم نامرد شد و بهترین آلبوم بریتانیایی سال ۲۰۰۸ بریت‌اواردز را هم برنده شد.

## آهنگ‌ها
همهٔ ترانه‌ها توسط متن همه ترانه‌ها توسط الکس ترنر نوشته ولی موسیقی توسط کل گروه نوشته شده‌است.
| «بدترین کابوس مورد علاقه» | «بدترین کابوس مورد علاقه»  | «بدترین کابوس مورد علاقه» |
| شماره                     | نام                        | مدت                       |
| ------------------------- | -------------------------- | ------------------------- |
| ۱.                        | «برایان‌استورم»             | ۲:۵۲                      |
| ۲.                        | «تدی پیکر»                 | ۲:۴۰                      |
| ۳.                        | «دی برای خطرناکه»          | ۲:۱۴                      |
| ۴.                        | «بالاکلاوا»                | ۲:۴۷                      |
| ۵.                        | «فلورسنت آدولسنت»          | ۲:۵۳                      |
| ۶.                        | «تنها کسانی که می‌دانند»    | ۳:۰۱                      |
| ۷.                        | «به من یک لطف کن»          | ۳:۲۵                      |
| ۸.                        | «این خانه یک سیرک است»     | ۳:۰۹                      |
| ۹.                        | «اگه اونجا بودی مراقب باش» | ۴:۳۴                      |
| ۱۰.                       | «چیز بد»                   | ۲:۲۳                      |
| ۱۱.                       | «آجرهای زرد قدیمی»         | ۳:۰۷                      |
| ۱۲.                       | «۵۰۵»                      | ۴:۱۳                      |
| مجموع مدت:                | مجموع مدت:                 | ۳۷:۱۸                     |

| آهنگ‌های اضافی نسخه ژاپنی | آهنگ‌های اضافی نسخه ژاپنی | آهنگ‌های اضافی نسخه ژاپنی |
| شماره                    | نام                      | مدت                      |
| ------------------------ | ------------------------ | ------------------------ |
| ۱۳.                      | «دا فریم آر دو»          | ۲:۲۰                     |
| ۱۴.                      | «ماتادور»                | ۴:۵۷                     |

### ویدئوی اضافه
- یک موزیک ویدئوی اضافی برای برایان‌استورم در پیش‌خریدهای آی‌تیونز هم وجود داشت.